# Антропен принцип
Антропен принцип е хипотезата, използвана в космологията и физиката, че наблюдаемият за хората свят има за свое (очевидно) условие възможността за човешкото присъствие. Спори се доколко то има обяснителна сила и как то може да се тълкува. Словосъчетанието антропен принцип е използвано в специфичния си смисъл за първи път от астрофизика Брандън Картър в 1973 г.

## История
Възникването и употребата на антропния принцип във физиката се свързват с факта, че съвременните теории наложително използват константи, чийто стойности са емпирични дадености без математическа обосновка. Примери за такива са гравитационната константа или зарядът на електрона. Пол Дирак изказва идеята, че може би тези числа се менят с времето и само комбинации в тесни граници са наблюдаеми за човечеството.
С популяризирането на теорията на Големия взрив след средата на 20 век, подобен аргумент се използва все по-често и физици, като Стивън Хоукинг, Стивън Уайнбърг и др., прибягват към него. След назоваването му от Картър принципът добива отчетливост като особена роля изиграва книгата на Бароу и Типлър „Антропният космологически принцип“ (1988). По-нататъшното дискутиране на тези идеи води до обособяването на различни виждания и формулировки, разграничавани най-общо като силен и слаб антропен принцип.
Неспособността на съвременната физика да предложи без отлагане обяснение за множество констатации се отразява и във факта, че възможните теории се множат без да има критерии за предпочитание, което е особено отчетливо при теории на струните и свързани с тях разработки.

## Формулировки и варианти
- Слаб антропен принцип. Множество факти, свързани с човешкото съществуване, могат да бъдат разбрани като материална необходимост за него, напр. наличието на храни, и по-нататък – на устойчиви химически съединения, различни атоми, кварки и сили и пр. Така присъствието на хора изявява физически свойства на вселената.
- Силен антропен принцип. Човешкото присъствие в един или друг смисъл се разбира като необходимост при съществуването на Вселена. В един вариант това е телеологическо виждане, известно от биологическата наука, пренесено към физическата еволюция на вселената. В друга по философска форма това е преформулиране на субективистката нагласа, свързвана с името на Джордж Бъркли и неговото „съществуването е възприятие“.
- Модификации.

## Дискусии и оценки
Няма консенсус за окончателната форма и стойност на идеите дискутирани като антропен принцип. Споровете започват от това дали въобше той следва да се приема за част от науката или има само по обща идеологическа или методологическа стойност.
Слабият антропен принцип не буди възражения, но той няма и особена стойност, доколкото реално е описание или констатция и нито предсказва, нито обяснява. Отбелязва се, че в случая названието („антропен“) е подвеждащо, след като аргументирането при него може да се позовава и на друг билогичен вид (или дори на планетата Земя).
Силният антропен принцип твърде често присъства в неявна форма и споровете най-често са дали е неизбежна част от разсъждението или издава липса на нагласа, била тя философски или религиозно мотивирана.